# Pristimantis bernali
Pristimantis bernali es una especie de anfibio anuro de la familia Craugastoridae.

## Distribución
Esta especie es endémica del departamento de Antioquia en Colombia. Habita en el municipio de Sonsón a unos 2.350 m sobre el nivel del mar en la Cordillera Central.

## Etimología
Esta especie lleva el nombre en honor a Pablo Bernal.

## Publicación original
- Lynch, 1986: New species of Eleutherodactylus of Colombia (Amphibia: Leptodactylidae). 2. Four species from the cloud forests of the western Cordilleras. Caldasia, Bogotá, vol. 15, p. 629-647[5]